# 孟詵
孟诜（621年—713年），唐代汝州人。
生於武德四年（621年），年青時與孙思邈友好。进士及第，擔任相王李旦的侍讀。曾任凤阁舍人。长安三年（703年），拜同州刺史，加银青光禄大夫。神龙年間，告老还乡，每天以药饵為事。开元元年（713年），河南尹毕构以孟诜有古人之风，改其居所稱為“子乎里”。不久去世，享年九十三。著有《食疗本草》、《必效方》、《补养方》等。